# FC Sheffield

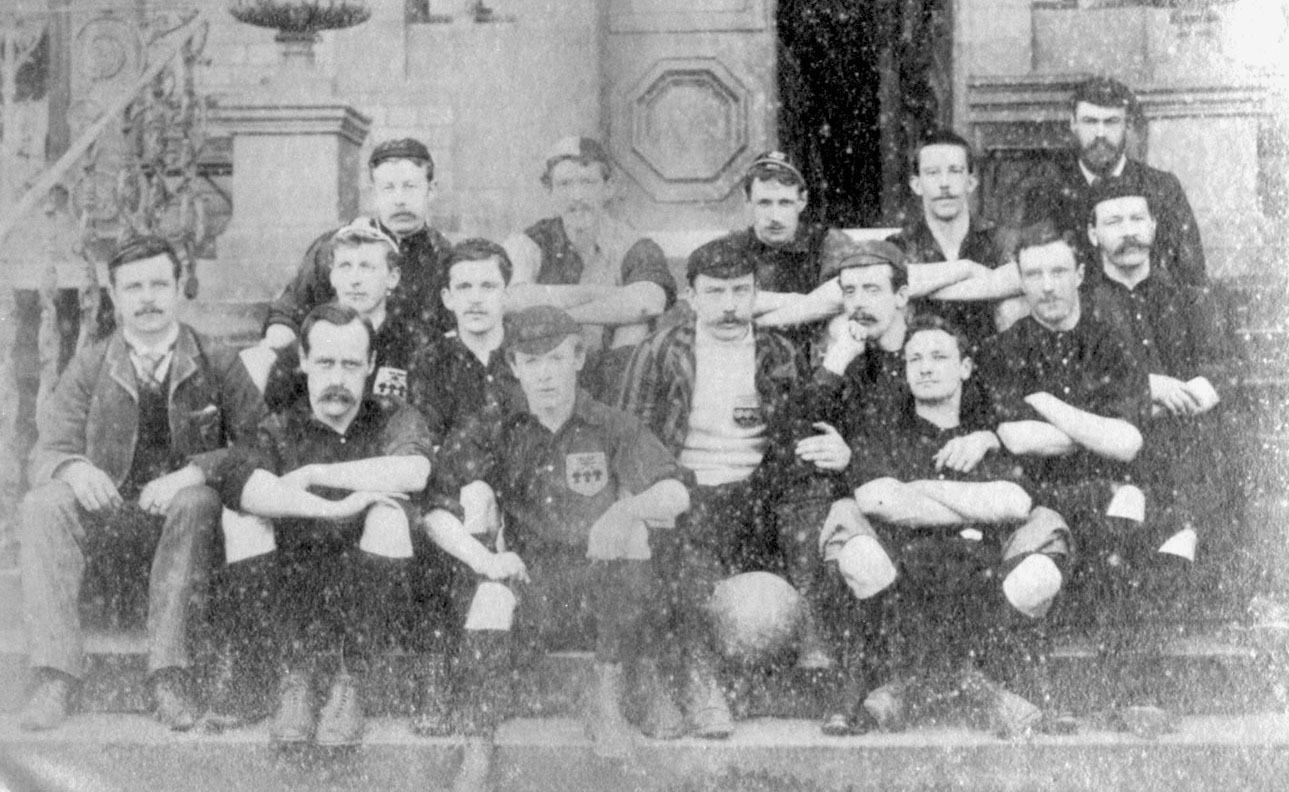
Mannschaftsfoto des FC Sheffield, 1890

Der FC Sheffield (offiziell Sheffield Football Club, kurz SFC) wurde am 24. Oktober 1857 im englischen Sheffield gegründet und ist damit der älteste Fußballverein der Welt. 
Der FC Sheffield wurde durch den Weltfußballverband FIFA mit dem FIFA Order of Merit ausgezeichnet, der höchsten Auszeichnung für Personen und Klubs. Der FC Sheffield ist damit – neben Real Madrid – der einzige Verein der Welt, der diese Auszeichnung erhalten hat. Die Ehrung fand anlässlich der Hundertjahrfeier der FIFA 2004 statt, bei der Real Madrid als erfolgreichster und der FC Sheffield als ältester Klub ausgezeichnet wurden.

## Aktuelle Mannschaften

### Herrenmannschaft
Die erste Mannschaft der Herren spielt in der Northern Premier League Division One South East. Der letzte größere Erfolg war der Gewinn des Sheffield & Hallamshire Senior Cup 2010.

### Frauenmannschaft
Die 2003 gegründete Mannschaft der Sheffield Football Club Ladies gewann die FA Women's Premier League Northern Division in den drei aufeinanderfolgenden Saisons 2012/13 bis 2014/15.